# Лепел
Лепел (на беларуски: Лепель; на руски: Лепель; на полски: Lepel) е град в Северен Беларус, административен център на Лепелски район, Витебска област. Населението на града през 2011 година е 17 280 души.

## География
Град Лепел е разположен на югоизток от Лепелските езера. През Лепел минават две реки: Ула и Еса.

## История
Градът играе важна роля по време на Великата отечествена война.

## Икономика
Предприятия:
- Консервен комбинат;
- Хлебозавод.

## Култура
В града има музей.